# Dave Barbarzyńca
Dave Barbarzyńca (ang. Dave the Barbarian, 2004–2005) – amerykański serial animowany stworzony przez Douga Langdale'a (twórcę serialu The Weekenders) oraz Savage'a Steve'a Hollanda (znanego m.in. z Kota Ika! i Straszliwych Gromozaurów). Wyprodukowany przez Walt Disney Television Animation.
Premiera serialu w Stanach Zjednoczonych miała miejsce 23 stycznia 2004 roku na amerykańskim Disney Channel. Ostatni odcinek serialu został wyemitowany 22 stycznia 2005 roku na kanale Toon Disney. W Polsce serial do tej pory nie był emitowany.

## Opis fabuły
Akcja serialu toczy się w średniowieczu w fikcyjnym kraju zwanym Udrogoth. Opowiada o przygodach Dave'a, potężnego i tchórzliwego barbarzyńcy, który mieszka w krainie Udrogoth wraz ze swoją starszą siostrą Candy oraz młodszą siostrą Fang.

## Obsada
- Danny Cooksey – Dave
- Tress MacNeille –
  - Fang,
  - Cheezette
- Erica Luttrell –
  - Candy,
  - Królowa Glimia,
  - Dinky
- Kevin Michael Richardson –
  - Oswidge,
  - Król Throktar
- Frank Welker – Faffy
- Estelle Harris – Lula
- Lisa Kaplan – pani Gert Bogmelon
- Jeff Bennett – narrator

i inni

## Wersja polska
Wersja polska: Master Film
Udział wzięli:
- Aleksandra Bieńkowska – Nona

## Spis odcinków
| Premiera odcinka | N/o | Polski tytuł                   | Angielski tytuł                   |
| ---------------- | --- | ------------------------------ | --------------------------------- |
|                  |     |                                |                                   |
| SERIA PIERWSZA   |     |                                |                                   |
|                  |     |                                |                                   |
|                  | 01  |                                | The Way of the Dave               |
|                  | 01  | Beauty and the Zit             |                                   |
|                  |     |                                |                                   |
|                  | 02  |                                | Sorcerer Material                 |
|                  | 02  | Sweep Dreams                   |                                   |
|                  |     |                                |                                   |
|                  | 03  |                                | Pet Threat                        |
|                  | 03  | Lula's First Barbarian         |                                   |
|                  |     |                                |                                   |
|                  | 04  |                                | Civilization                      |
|                  | 04  | The Terror of Mecha-Dave       |                                   |
|                  |     |                                |                                   |
|                  | 05  |                                | King for a Day or Two             |
|                  | 05  | Slay What?                     |                                   |
|                  |     |                                |                                   |
|                  | 06  |                                | Here There Be Dragons             |
|                  | 06  | Pipe Down!                     |                                   |
|                  |     |                                |                                   |
|                  | 07  |                                | Termites of Endearment            |
|                  | 07  | Thor, Loser                    |                                   |
|                  |     |                                |                                   |
|                  | 08  |                                | The Maddening Sprite of the Stump |
|                  | 08  | Shrink Rap                     |                                   |
|                  |     |                                |                                   |
|                  | 09  |                                | Beef!                             |
|                  | 09  | Rite of Pillage                |                                   |
|                  |     |                                |                                   |
|                  | 10  |                                | Band                              |
|                  | 10  | Web                            |                                   |
|                  |     |                                |                                   |
|                  | 11  |                                | Girlfriend                        |
|                  | 11  | Ned Frischman: Man of Tomorrow |                                   |
|                  |     |                                |                                   |
|                  | 12  |                                | The Princess and the Peabrains    |
|                  | 12  | Horders & Sorcery              |                                   |
|                  |     |                                |                                   |
|                  | 13  |                                | The Brutish Are Coming            |
|                  | 13  | The Lost Race of Reeber        |                                   |
|                  |     |                                |                                   |
|                  | 14  |                                | That Darn Ghost!                  |
|                  | 14  | The Cow Says Moon              |                                   |
|                  |     |                                |                                   |
|                  | 15  |                                | Lederhosen of Doom                |
|                  | 15  | Floral Derangement             |                                   |
|                  |     |                                |                                   |
|                  | 16  |                                | Night of the Living Plus          |
|                  | 16  | I Love Neddy                   |                                   |
|                  |     |                                |                                   |
|                  | 17  |                                | Not a Monkey                      |
|                  | 17  | Happy Glasses                  |                                   |
|                  |     |                                |                                   |
|                  | 18  |                                | Shake, Rattle, & Roll Over        |
|                  | 18  | Bad Food                       |                                   |
|                  |     |                                |                                   |
|                  | 19  |                                | Red Sweater of Courage            |
|                  | 19  | Dog of the Titans              |                                   |
|                  |     |                                |                                   |
|                  | 20  |                                | A Pig's Story                     |
|                  |     |                                |                                   |
|                  | 21  |                                | Fiends & Family                   |
|                  | 21  | Plunderball                    |                                   |
|                  |     |                                |                                   |